# 日野原保
日野原 保（ひのはら たもつ、1908年5月2日 - 1999年11月20日）は、日本の鉄道技術者。京浜急行電鉄副社長、東京電機社長、会長などを務めた。

## 来歴
1908年（明治41年）横浜市生まれ。電鉄技術者を志した日野原は1929年（昭和4年）に東京高等工業高校（現、東京工業大学）を卒業したが、折しくも世界恐慌で、なんとか開業準備中の湘南電気鉄道の金沢工場でに実習生のもと無給ながら湘南電気鉄道デ1形電車の装備品の取り付け工事などをし、当時の最新技術を体に叩き込んだ。そして1931年（昭和6年）、京浜電気鉄道に入社した。その後、戦時合併で大東急を経て発足した京浜急行電鉄だが、日野原は戦争で疲弊した鉄道の施設や車両をみて、電車部次長時代に1952年の4月から4ヶ月の間アメリカ、カナダの鉄道視察に出かけた。日野原は運転、保安、車両などの技術だけではなく、鉄道会社による多角的経営も見聞した。帰国後は国内初のCTCの導入やダイヤの見直しなど行った。そして専務を経て、1973年（昭和48年）に副社長に就任し、電気主任技術者と鉄道主任技術者の肩書きがある技術者のトップとなった。その後1979年に退任し、関連会社の東京電機の社長、会長などを歴任した。晩年は白内障の進行の傍ら、横浜市磯子区の自宅で鉄道関連の資料など納める書庫での生活を送ったという。1999年に死去。
1971年藍綬褒章、1978年勲三等瑞宝章受章。

## 人物
彼は700形の導入の際、他社では両開き扉を採用していたが、片開き扉を採用した。これは横浜駅で国電の両開き扉と自社の片開き扉を8ミリフィルムカメラで分析した結果、両開きのほうが片開きに対して一人だけ処理人数が多かったが、18メートル級の車両では片開き扉のほうが美しく、シンプルな構造なので、彼はこれを高く評価している。また他にも前照灯1灯主義など独特の主義を持ち「日野原イズム」として揶揄された。この思想に基づく設計は800形まで継承された。
このように技術者としては厳しかったが、愛着も人一倍の鉄道ファンとしても知られ、自ら新車見学会など主催し、カメラを持ってほほ笑む姿もあった。アルコールはワインをたしなむ程度であった。生涯電鉄マンとしての誇りをもった人物であった。